# دالي روبرتس (لاعب كرة قاعدة)
دالي روبرتس (بالإنجليزية: Dale Roberts)‏ هو لاعب كرة قاعدة أمريكي، ولد في 12 أبريل 1940 في أوينتون في الولايات المتحدة، وتوفي في 8 أكتوبر 2010 في ليكسينغتون في الولايات المتحدة.

## وصلات خارجية
- دالي روبرتس على موقعبيزبول رفرنس.كوم (الدوري الرئيسي) (الإنجليزية)
- دالي روبرتس على موقعبيزبول رفرنس.كوم (الدوري الثانوي) (الإنجليزية)